# Mleczaj bezstrefowy

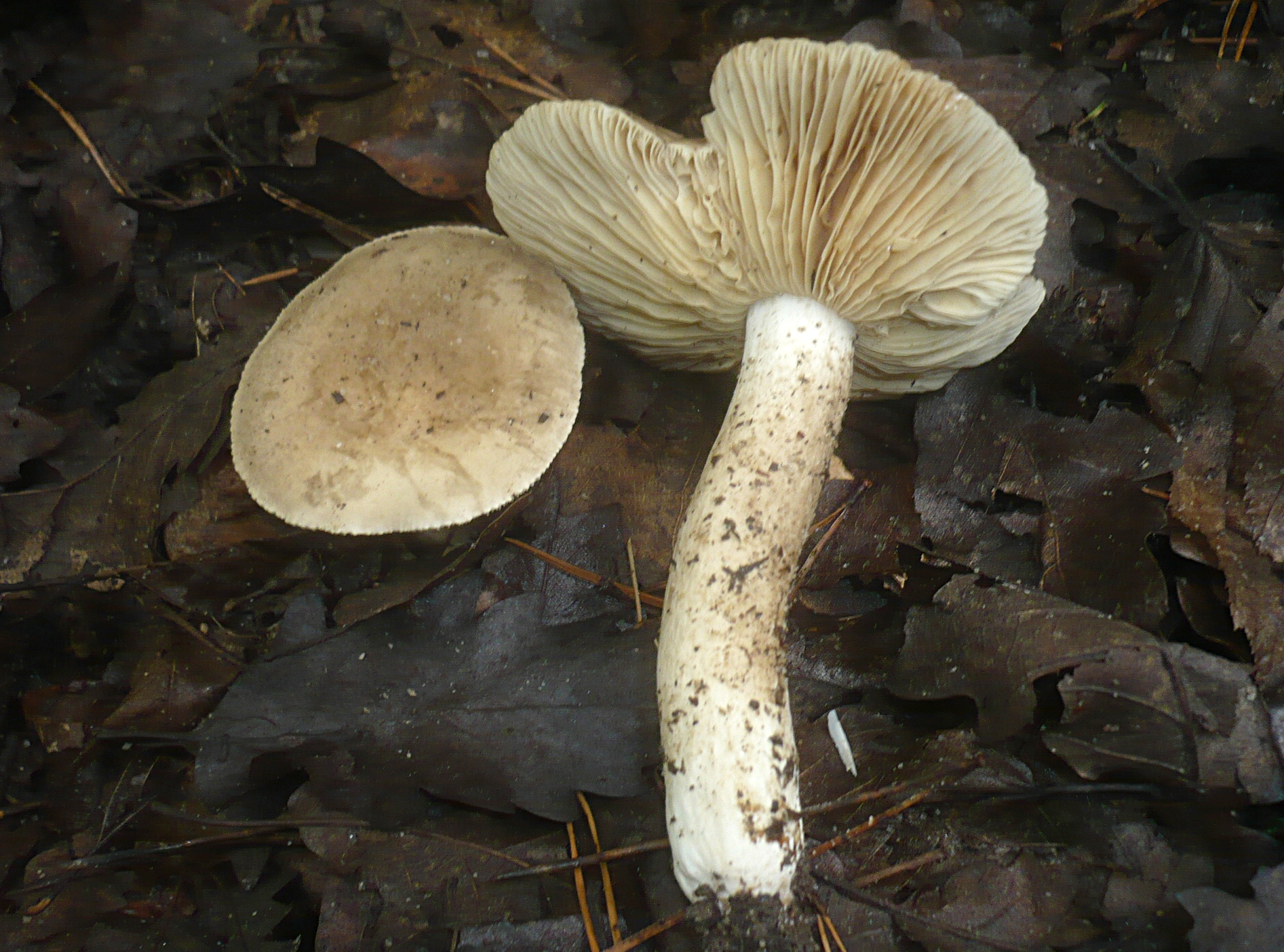

Mleczaj bezstrefowy (Lactarius azonites (Bull.) Fr.) – gatunek grzybów należący do rodziny gołąbkowatych (Russulaceae).

## Systematyka i nazewnictwo
Pozycja w klasyfikacji według Index Fungorum: Lactarius, Russulaceae, Russulales, Incertae sedis, Agaricomycetes, Agaricomycotina, Basidiomycota, Fungi.
Po raz pierwszy opisał go w 1791 r. Jean Baptiste François Bulliard, nadając mu nazwę Agaricus azonites. Obecną nazwę nadał mu Elias Fries w 1838 r. Ma 15 synonimów.
Franciszek Błoński opisywał go pod polskimi nazwami mleczaj jelonek czarny, rydz, mleczaj bezsprzążkowy, Alina Skirgiełło w 1988 r. pod nazwą mleczaj bezpręgowy, Barbara Gumińska i Władysław Wojewoda w 1988 r. jako mleczaj bezstrefowy.

## Morfologia
Kapelusz
Średnica 3–10 cm, początkowo szerokostożkowaty z podwiniętym brzegiem, potem spłaszczony z szerokim i tępym garbem i prostym brzegiem, starsze okazy na środku płytko wklęsłe. Powierzchnia dymnoszara, szara, brudnokasztanowa do rdzawobrązowej, początkowo słabo strefowana, w stanie suchym aksamitna, potem gładka, bez strefowania.
Hymenofor
Blaszkowy, blaszki gęste, w stanie dojrzałym zbiegające na trzon, początkowo kremowe, potem ochrowożółte. Mleczko białe, na powietrzu zmieniające barwę na czerwonawą, w smaku początkowo łagodne, potem gorzkie. U młodych okazów wydziela się obficie.
Trzon
Wysokość 3–7 cm, grubość do 1,5 cm, maczugowaty, brzuchaty lub walcowaty, początkowo pełny, potem pusty. Powierzchnia początkowo biała, potem brudnoszaroochrowa, po uszkodzeniu zmieniająca barwę na mięsistoróżową, po chwili na brudnoochrową.
Miąższ
Jędrny, dość gruby, biały, od mleczka przebarwiający się na łososioworóżowo. Zapach nieco nieprzyjemny.
Cechy mikroskopowe
Zarodniki o kształcie zbliżonym do kuli, 7–9 × 7,5–8,5 µm, o powierzchni pokrytej wyraźnymi brodawkami połączonymi listewkami, wskutek czego tworzy się siateczkowata ornamentacja. Podstawki 45–70 × 10–11 µm. Cheilocystydy 45–55 × 67 µm, nieliczne.
Gatunki podobne
Mleczaj ostry (Lactarius acris) odróżnia się mleczkiem, które szybko zmienia barwę na różowoczerwoną także bez kontaktu z miąższem, oraz bardzo piekącym smakiem. U mleczaja pomarszczonego (Lactarius pterosporus) mleczko szybko czerwienieje, kapelusz jest jednolicie zabarwiony i o żyłkowanej powierzchni, smak miąższu palący.

## Występowanie i siedlisko
Znany jest głównie w Europie. Poza nią podano jeszcze nieliczne jego stanowiska w Ameryce Północnej i Azji. W Polsce W. Wojewoda w 2003 r. przytoczył 7 jego stanowisk, w późniejszych latach podano następne.
Naziemny grzyb mykoryzowy. Rośnie w lasach liściastych, pod dębami i bukami. Wytwarza owocniki zazwyczaj od lipca do października.